# Profesor Salvador Mazza
Profesor Salvador Mazza é um município da província de Salta, na Argentina.